# Królestwo Fryzyjskie
Królestwo Fryzyjskie (fryz. Fryske Keninkryk), znane także jako Wielka Fryzja (łac. Magna Frisia) – wczesnośredniowieczne państwo, założone i zamieszkałe przez Fryzów, położone we Fryzji, nad Morzem Północnym, w zachodniej Europie.

## Historia

Rozwój terytorialny Fryzji we wczesnym średniowieczu

Historyczne źródła są ubogie w informacje o pierwszych władcach Fryzji. Z imienia znani są królowie Audulf, którego panowanie przypadało na wczesny VII wiek i Aldgisl, panujący ok. 678.
Następnie władzę objął Radbod, panujący od ok. 679 do śmierci w 719, za którego rządów Fryzja osiągnęła swój największy rozmiar. Radbod odpierał ofensywy Franków oraz bronił kraju przed wpływami chrześcijaństwa, jednakże w latach 689–692 utracił na rzecz Franków południową część państwa z miastami Dorestad i Utrecht. W 716 poprowadził połączone siły Fryzów i Neustrii do zwycięstwa w bitwie pod Kolonią przeciw Frankom dowodzonym przez Karola Młota, odzyskując południowe ziemie. Kolejnym i, jak miało się okazać, ostatnim niezależnym władcą Fryzji był Poppo. W 734 Poppo poległ w bitwie nad rzeką Boorne, w której liczniejsi Frankowie pod wodzą Karola Młota zwyciężyli Fryzów. Państwo upadło i zachodnie ziemie zostały włączone do imperium frankijskiego, a syn Poppy, Alfbad, został hrabią Fryzji, jako regionu państwa Franków. Wschodnia Fryzja, w sojuszu z Sasami, broniła się przed Frankami przez kolejne 50 lat aż do podboju przez Karola Wielkiego pomiędzy 772 a 785.

## Gospodarka
Na gospodarkę Fryzji składały się m.in. rolnictwo, hodowla bydła, włókiennictwo i handel rzeczny na Renie i Mozeli, sięgający dzisiejszej północnej Francji. Fryzowie bili własne monety. Najstarsze odkryte fryzyjskie monety pochodzą z ok. 575 roku. Posługiwano się także monetami frankijskimi.